# 聚醚
聚醚多元醇（英文：Polyether polyol），简称聚醚，是由起始剂（含活性氢基团的化合物）与环氧乙烷（EO）、环氧丙烷（PO）、环氧丁烷（BO）等在催化剂存在下经加聚反应制得。
聚醚产量最大者为以甘油（丙三醇）作起始剂和环氧化物（一般是PO与EO并用），通过改变PO和EO的加料方式（混合加或分开加）、加量比、加料次序等条件，生产出各种通用的聚醚多元醇。聚醚是环氧丙烷的重要衍生产品，是合成聚氨酯的主要原料之一。
聚醚包装使用不锈钢汽车槽车或铁桶，運輸使用非危化品运输车。

## 用途
- 化工行业：用于生产聚氨酯防水涂料、胶粘剂等。
- 建筑行业：用于生产管道.墙体保温，具有较好的隔热效果，也可以生产车库门.活动房的填充材料。
- 汽车行业：用于生产汽车内饰件、汽车坐垫等.
- 其它行业：家具行业的高级床垫、沙发坐垫.生产仿木家具等，也可用于家电行业的冰箱.热水器的保温。